# 塔石駅
塔石駅（タプソクえき）は、大韓民国京畿道議政府市竜峴洞にある議政府軽電鉄の駅である。駅番号はU125。

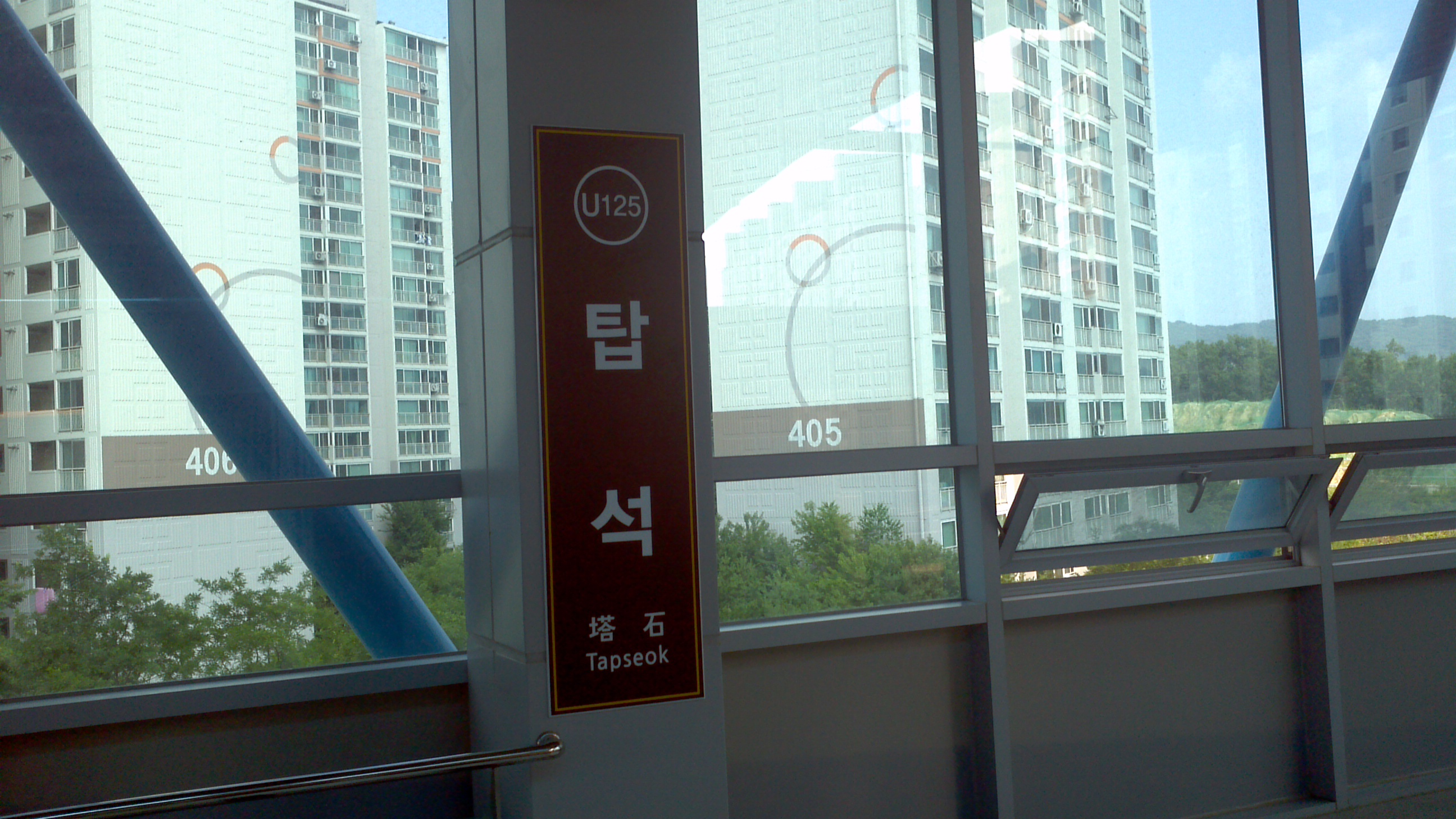
駅名標

## 駅構造
相対式ホーム2面2線を有する高架駅。

### のりば
| 上り | ● | 東梧・軽電鉄議政府・回龍・鉢谷方面 |
| 下り | ● | 車両基地臨時乗降場行き             |

## 駅周辺
- 芙蓉初等学校（中国語版）
- 芙蓉中学校（中国語版）
- 芙蓉高等学校（中国語版）

## 歴史
- 2012年7月1日 - 議政府軽電鉄が開業。

## 隣の駅
議政府軽電鉄
●議政府軽電鉄　
松山駅 (U124) - 塔石駅 (U125) - 車両基地臨時乗降場